# Vincenzo Ferroni
Vincenzo Ferroni (* 17. Februar 1858 in Tramutola; † 10. Januar 1934 in Mailand) war ein italienischer Komponist und Musikpädagoge.

## Leben und Wirken
Über die musikalische Ausbildung Ferronis in seiner Jugend ist nichts bekannt. Er studierte ab 1870 am Pariser Konservatorium bei Augustin Savard und ab 1878 Komposition bei Jules Massenet. 1883 beendete er sein Studium mit einem Ersten Preis im Fach Fuge. Im Jahr 1885 gewann er mit der Hymne d’un pâtre italien für Klavier einen von der Zeitschrift Le Figaro ausgeschriebenen internationalen Kompositionswettbewerb.
Nachdem er bereits am Pariser Konservatorium zwischen 1876 und 1883 als  Assistent Harmonielehre unterrichtet hatte, erhielt Ferroni 1888 den seit dem Tode Amilcare Ponchiellis vakanten Lehrstuhl für Komposition am Mailänder Konservatorium, den er bis zu seiner Emeritierung 1929 innehatte. 24 Jahre war er außerdem Vizedirektor und einige Monate Direktor des Konservatoriums. Zu seinen Schülern zählten u. a. Riccardo Pick-Mangiagalli, Italo Montemezzi, Gianandrea Gavazzeni, Ettore Pozzoli, Virgilio Mortari, Ettore Panizza, Guido Farina und  Felice Lattuada. 
Bei einem Wettbewerb der Casa Sonzogno 1890 belegte er mit seiner Oper Rudello nach Pietro Mascagni mit Cavalleria rusticana und Nicola Spinelli mit Labilia den dritten Platz. Mit der Oper Ettore Fieramosca nach einem eigenen Libretto hatte er 1896 Erfolg am Teatro Sociale di Como. Il Carbonaro wurde 1900 am Teatro Lirico in Mailand gespielt, mehrere weitere Bühnenwerke Ferronis kamen nicht zur Aufführung. Weiterhin komponierte Ferroni Orchesterwerker, darunter zwei Sinfonien, Kammermusik und kirchenmusikalische Werke.

## Werke
- Bühnenwerke
  - Rudello (Libretto: Modesto Zucchetti), dramma per musica, UA 1890
  - Ettore Fieramosca  (eigenes Libretto), dramma lirico UA 1896
  - Il Carbonaro (Libretto: Romeo Carugati), dramma lirico, UA 1900
  - Zingaresca oppure Chansons de bohémiens, melodramma, komponiert 1908; nicht aufgeführt
  - Lisa Clemens (eigenes Libretto), komponiert 1913/14; nicht aufgeführt
  - Silia oppure Gli ardenti (eigenes Libretto), nicht aufgeführt
  - Giulietta e Romeo nicht aufgeführt
  - Macbeth (5. Akt., 1. Szene) für Sopran und Orchester, 1922
- Orchesterwerke
  - Sinfonia mibemolle
  - Sinfonia domaggiore
  - Suite romantica, UA 1890
  - Risorgimento, sinfonische Dichtung, 1909
  - Ouverture Ariosto, UA 1913
  - Il chiostro insidiato, sinfonische Dichtung, 1918
  - Ellade, Suite
  - Rapsodia spagnola
  - Idillo, Konzert für Violine und Orchester
- Kammermusik
  - Streichquartett
  - zwei Trios für Violine, Cello und Orchester
  - Scherzo für Violine und Klavier
- Kirchenmusik
  - Ave Maria, für Gesang, Harfe und Cello
  - Angelo pallido für Chor und Orchester

## Schriften
- Fughe vocali, Della forma musicale classica (Mailand 1908)
- Corso dicontrappunto e fuga (Mailand 1930)